# Набатија
Набатија (арап. النبطية) је град Либану у гувернорату Набатеја. Према процени из 2005. у граду је живело 98 433 становника.